# Anúncio de serviço público
Anúncio de serviço público, "public service announcement" em inglês (PSA), é a designação de um comunicado de interesse público divulgada gratuitamente, com o objetivo de conscientizar e mudar as atitudes e comportamentos públicos em relação a uma questão social. Hoje em dia esses anúncios priorizam o formato de vídeo ou áudio. No Reino Unido, eles geralmente são chamados de "public information film" (PIFs); em Hong Kong, eles são conhecidos como "announcements in the public interest" ('APIs').

## História
Os primeiros anúncios de serviço público (na forma de imagens em movimento) foram feitos antes e durante os anos da Segunda Guerra Mundial no Reino Unido e nos EUA.
No Reino Unido, o ator amador Richard Massingham criou a Public Relationship Films Ltd em 1938 como uma agência especializada na produção de filmes educacionais curtos para o público. Nos filmes, ele costumava interpretar um personagem trapalhão que era um pouco mais estúpido do que a média, e muitas vezes explicava a mensagem do filme demonstrando os riscos se fosse ignorado. Os filmes cobriam tópicos como como atravessar a estrada, como evitar a propagação de doenças, como nadar e como dirigir sem causar que a estrada fosse insegura para outros usuários. Durante a guerra, ele foi contratado pelo Ministério da Informação para produzir filmes para o esforço de guerra. Massingham começou a produzir filmes mais longos, tanto para empresas privadas quanto para o governo, depois da guerra.
Nos EUA, o Ad Council (inicialmente chamado de War Advertising Council) foi criado em 1941, quando a América entrou na Segunda Guerra Mundial. Ela começou a implementar em larga escala a ideia de usar publicidade para influenciar a sociedade americana em várias frentes. Suas primeiras campanhas concentraram-se nas necessidades do país durante a Segunda Guerra Mundial, como incentivar o público americano a investir suas poupanças em títulos do governo.
Depois da guerra, os PSAs foram usados para educar o público em uma ampla gama de questões importantes. No Reino Unido, eles foram produzidos para o Escritório Central de Informações (COI) e novamente por empresas privadas, que geralmente eram pequenas empresas de filmes, como Richard Taylor Cartoons. Eles foram fornecidos gratuitamente aos transmissores para que eles usassem sempre que desejassem. Sua utilidade como um meio sem custo para preencher as lacunas em intervalos comerciais de duração fixa deixados por tempo de antena não vendido levou a que fossem usados regularmente e extensivamente nos anos 60, 70 e grande parte dos anos 80 e, conseqüentemente, tanto no COI quanto no COI. empresas de radiodifusão, eles eram tipicamente conhecidos como "enchimentos". Eles ainda estão sendo produzidos, embora a vasta necessidade de que as emissoras se voltem para material de preenchimento de terceiros para lidar com tempo de uso não utilizado durante os intervalos ou entroncamentos significa que agora elas são vistas raramente.[carece de fontes?]

## Características

### Estados Unidos
Os tópicos mais comuns dos PSAs são saúde e segurança, como a campanha de multimídia Emergency Preparedness & Safety Tips On Air and Online (talk rádio / blog). Um PSA típico é parte de uma campanha de conscientização pública para informar ou educar o público sobre uma questão como obesidade ou jogo compulsivo. O intervalo de possíveis tópicos se expandiu ao longo do tempo.
De tempos em tempos, uma organização de caridade pede o apoio de uma celebridade para um PSA; Alguns exemplos incluem a atriz Kathryn Erbe dizendo às pessoas para serem verdes e o líder da gangue Crips, Stanley Williams, falando da prisão para pedir aos jovens que não participem de gangues. Alguns PSAs dizem às pessoas para adotarem animais em vez de comprá-los. Proteger nossa Terra, também conhecida como sendo verde, é outro exemplo de um tópico atual de PSA.
Alguns programas de televisão com episódios especiais fizeram PSAs após os episódios. Por exemplo, Law & Order: Special Victims Unit falou sobre o sequestro de crianças em um episódio, por isso, teve um PSA sobre rapto de crianças. Outro exemplo é quando o Law & Order original fez um episódio sobre dirigir embriagado, que tinha um PSA sobre dirigir embriagado.
Um dos primeiros anúncios de serviço público de televisão veio na forma de Smokey Bear.
Durante a década de 1970, um grande número de desenhos animados americanos continha PSAs no final de seus shows. Estes podem ou não ter sido relevantes para o episódio em si. Três dos mais conhecidos são os segmentos morais de fechamento no final de He-Man e os Mestres do Universo, os epílogos "Conhecendo a Metade da Batalha" em GI Joe: A Real American Hero e os segmentos "Sonic Says" de Aventuras de Sonic the Hedgehog.
Alguns PSAs de televisão têm tópicos como não assistir tanta televisão, ou não levar histórias fictícias literalmente; ou sobre classificações de televisão, filmes ou videogames. Durante o final dos anos 80 e início dos anos 90, questões ambientais e políticas tornaram-se populares, como as Dicas da Tartaruga ou o Alerta Planeteer.

### Em outros países
Os primeiros PSAs da China em 1986 foram sobre economia de água e foram transmitidos pela televisão Guiyang.[carece de fontes?] Em Hong Kong, as redes de televisão terrestre foram obrigadas desde Dia Nacional de 2004 a apresentar seus noticiários noturnos principais com um anúncio de um minuto no interesse público que toca o Hino Nacional Chinês em Mandarim sobre várias montagens patrióticas. 

## Festivais e concursos
IAA Responsabilidade Awards é uma organização internacional anual festival de anúncios de serviço público, realizado pela Associação Internacional de Publicidade desde 2008.